# Famille royale britannique

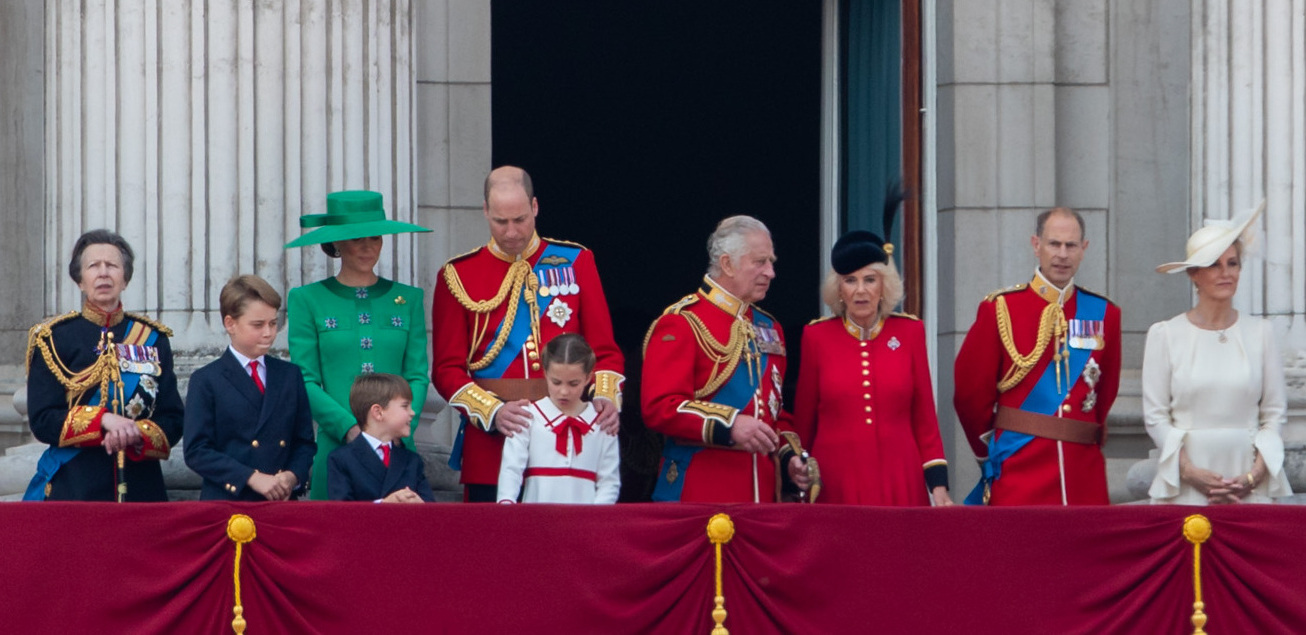
Quelques membres de la famille royale britannique au balcon du palais de Buckingham en 2023.

La famille royale britannique (en anglais : British royal family) regroupe les personnes liées de près à la monarchie britannique. Il y a une définition stricte de qui est membre, ou de qui n'est pas membre de la famille royale mais elle n'est pas donnée ici, et différentes listes de membres peuvent être établies, selon l'événement.
Il existe cependant deux listes principales :
1. Les membres de la famille royale ayant droit à la qualification de Sa Majesté (His/Her Majesty) ou de Son Altesse Royale (His/Her Royal Highness) ;
2. Les membres de la famille royale, n'ayant pas droit à la qualification d'Altesse Royale (la liste élargie)[1],[2].

## Membres habituels de la famille royale
La liste des membres de la famille royale est habituellement la suivante :
- le souverain (le roi ou la reine) ;
- le consort (l'épouse ou l'époux du roi ou de la reine) ;
- les anciens consorts (les veuves ou les veufs des souverains ou des souveraines précédents) ;
- les fils du souverain, leurs épouses et leurs enfants ;
- les filles du souverain, leurs époux et leurs enfants ;
- avant 1917, les arrière-petits-enfants du souverain.

## Liste des membres

### Membres actuels

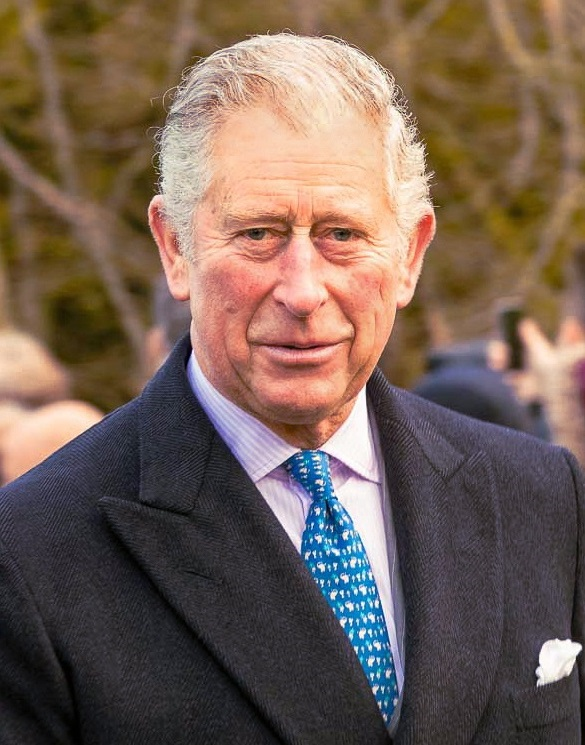
Le roi Charles III
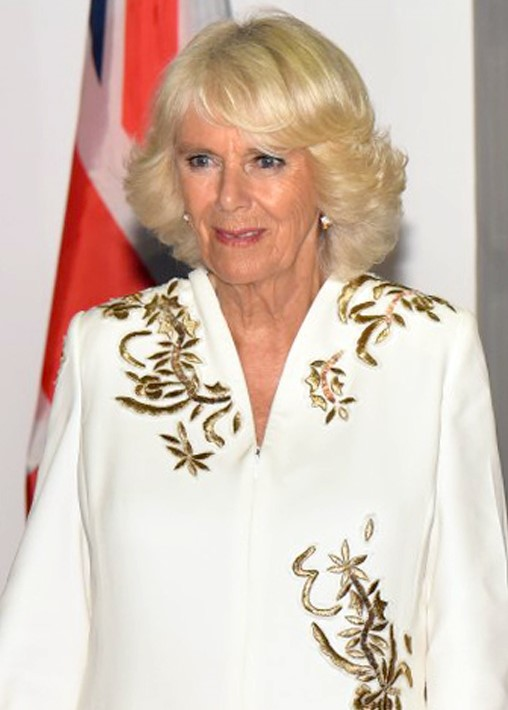
La reine Camilla

- Le roi Charles III
- La reine Camilla

#### Descendants du roi Charles III
- Le prince et la princesse de Galles (prince William, fils aîné du roi Charles III, et son épouse Catherine Middleton)
  - Le prince George de Galles (fils aîné du prince et de la princesse de Galles)
  - La princesse Charlotte de Galles (fille du prince et de la princesse de Galles)
  - Le prince Louis de Galles (fils cadet du prince et de la princesse de Galles)
- Le duc et la duchesse de Sussex (prince Harry, fils cadet du roi Charles III, et son épouse Meghan Markle, qui n'utilisent plus leur prédicat d'altesse royale)
  - Le prince Archie de Sussex (fils du duc et de la duchesse de Sussex, qui n'utilise pas son prédicat d'altesse royale[3])
  - La princesse Lilibet de Sussex (fille du duc et de la duchesse de Sussex, qui n'utilise pas son prédicat d'altesse royale[3])

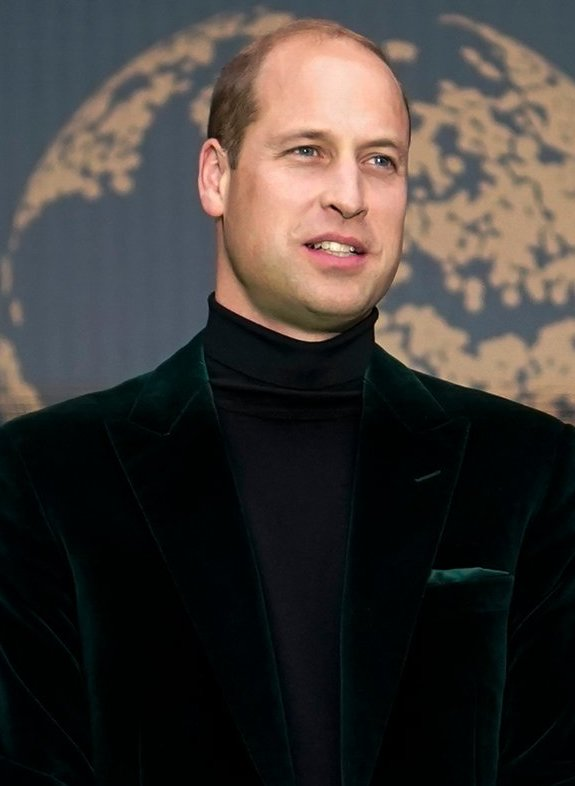
Le prince de Galles
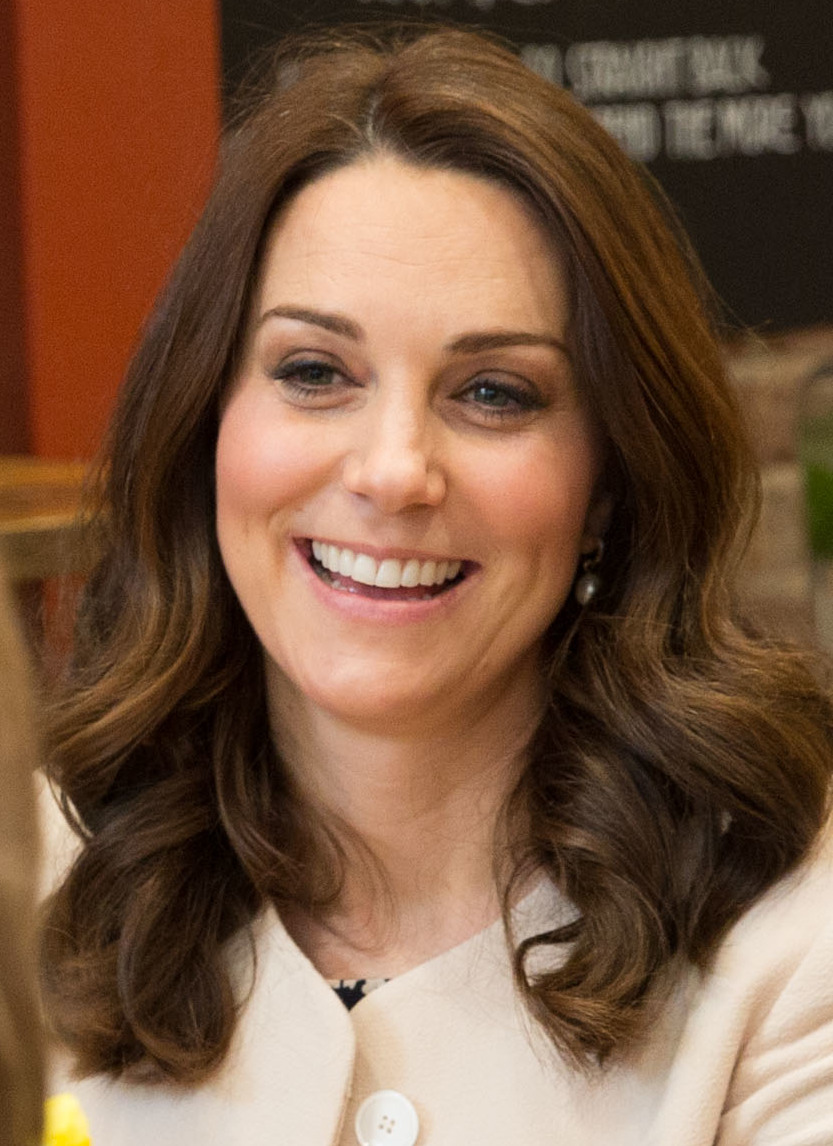
La princesse de Galles
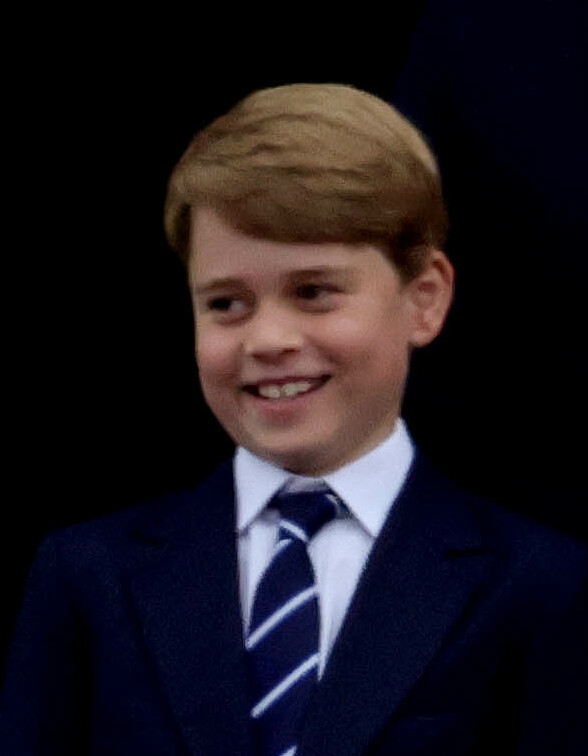
Le prince George de Galles
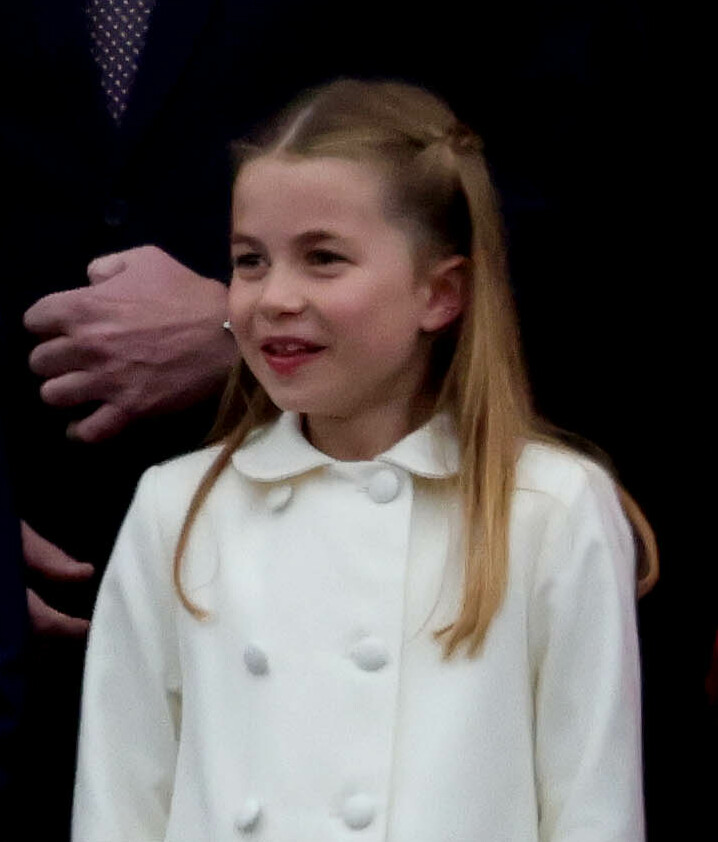
La princesse Charlotte de Galles
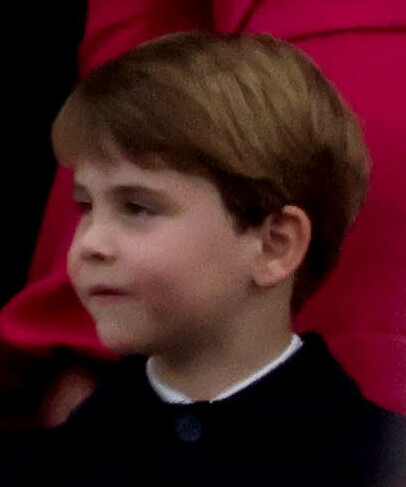
Le prince Louis de Galles
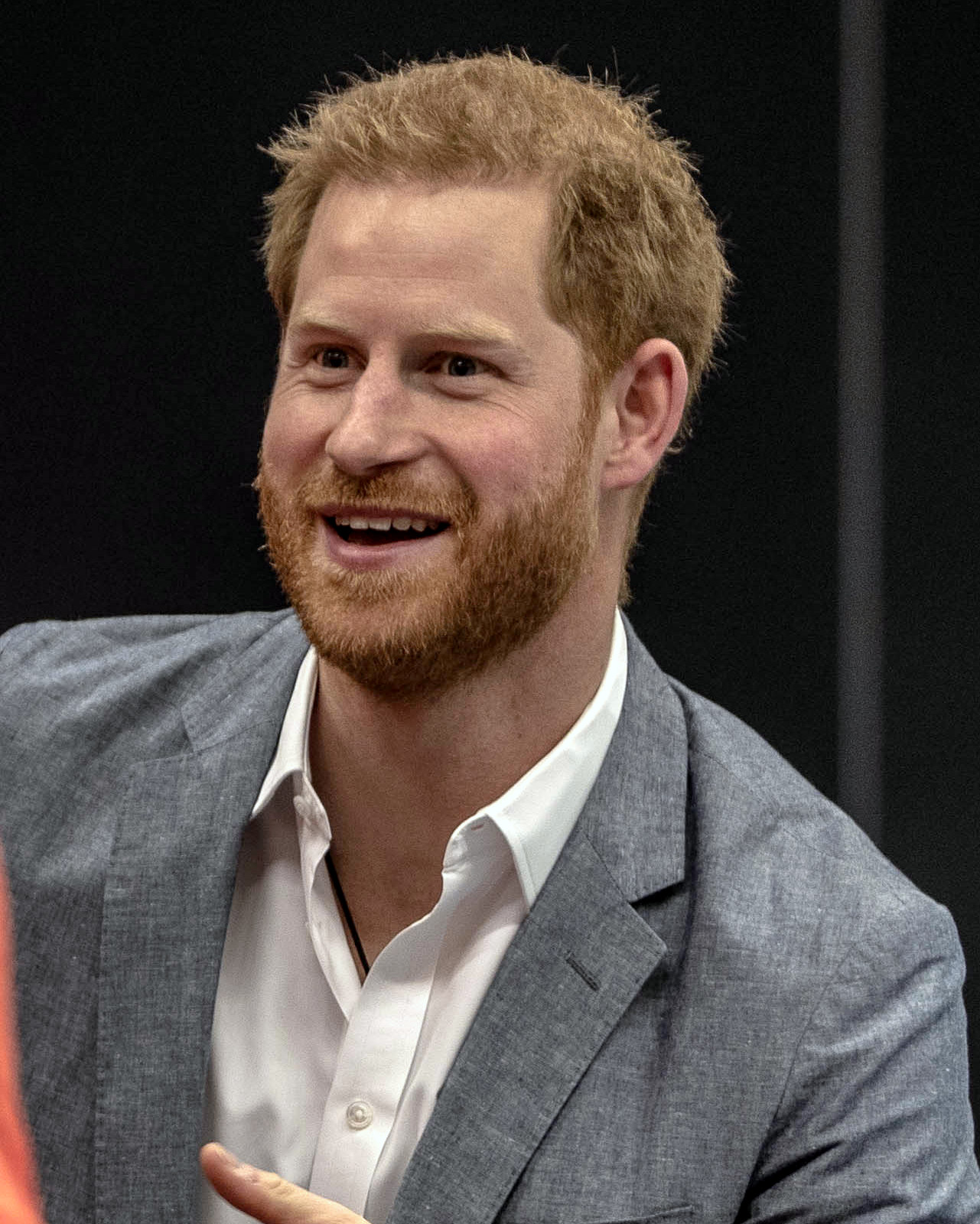
Le duc de Sussex
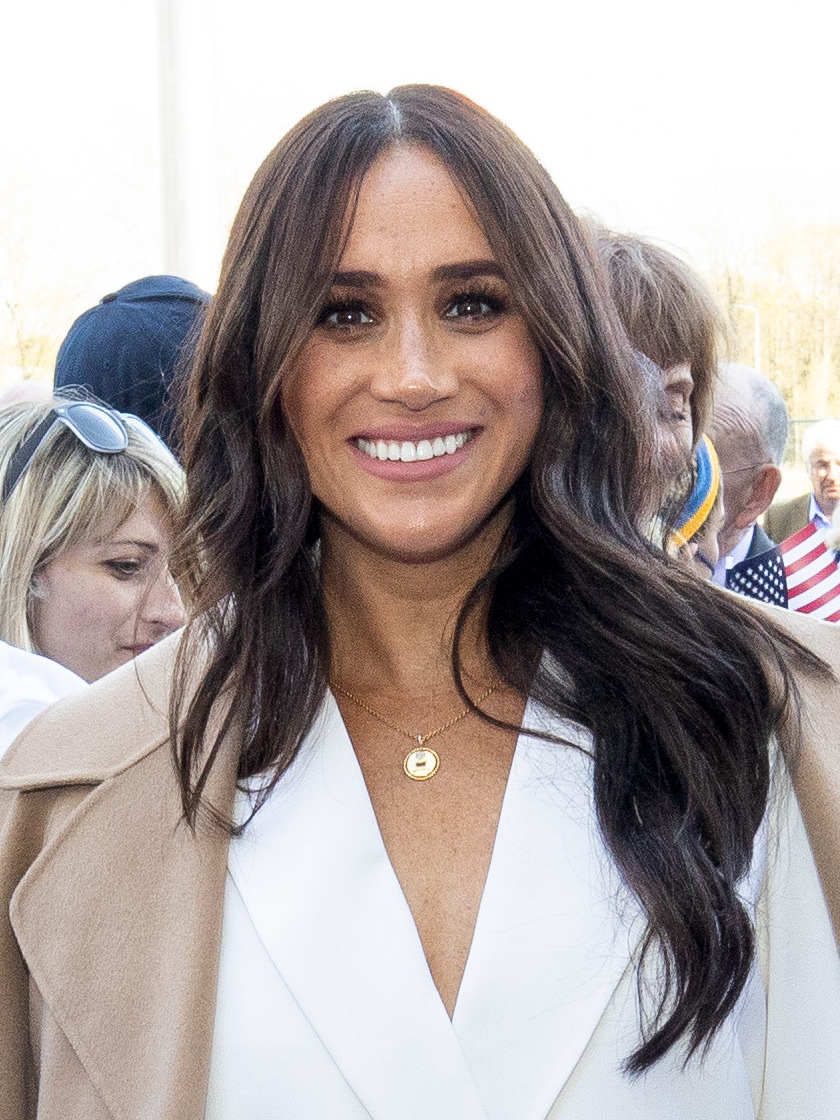
La duchesse de Sussex

#### Descendants de la reine Élisabeth II
- La princesse royale (princesse Anne, sœur du roi)
- Le duc d'York (prince Andrew, frère du roi, qui n'utilise plus son prédicat d'altesse royale)
  - La princesse Beatrice d'York (fille aînée du duc d'York)
  - La princesse Eugenie d'York (fille cadette du duc d'York)
- Le duc et la duchesse d'Édimbourg (prince Edward, frère du roi, et son épouse Sophie Rhys-Jones)

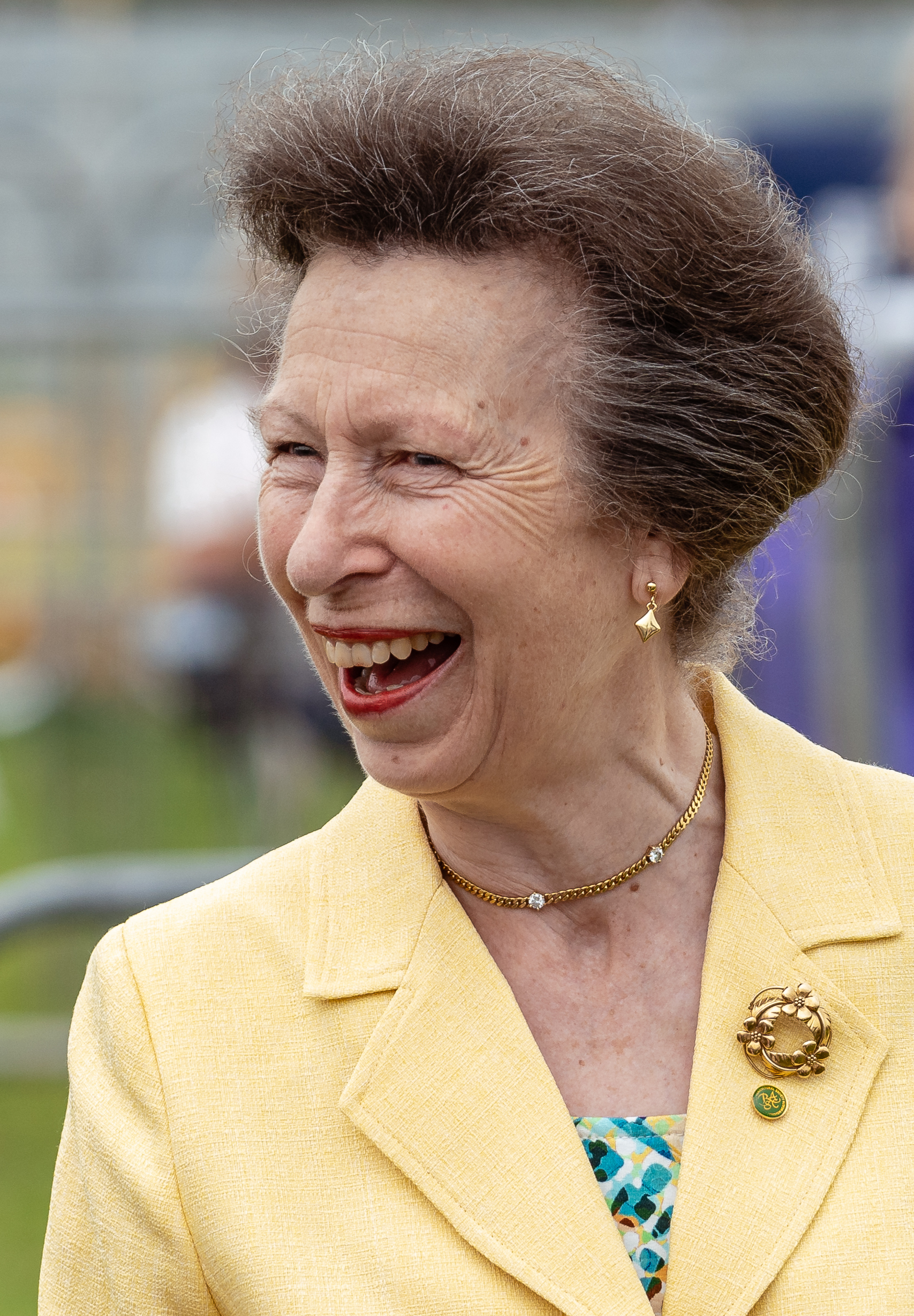
La princesse royale
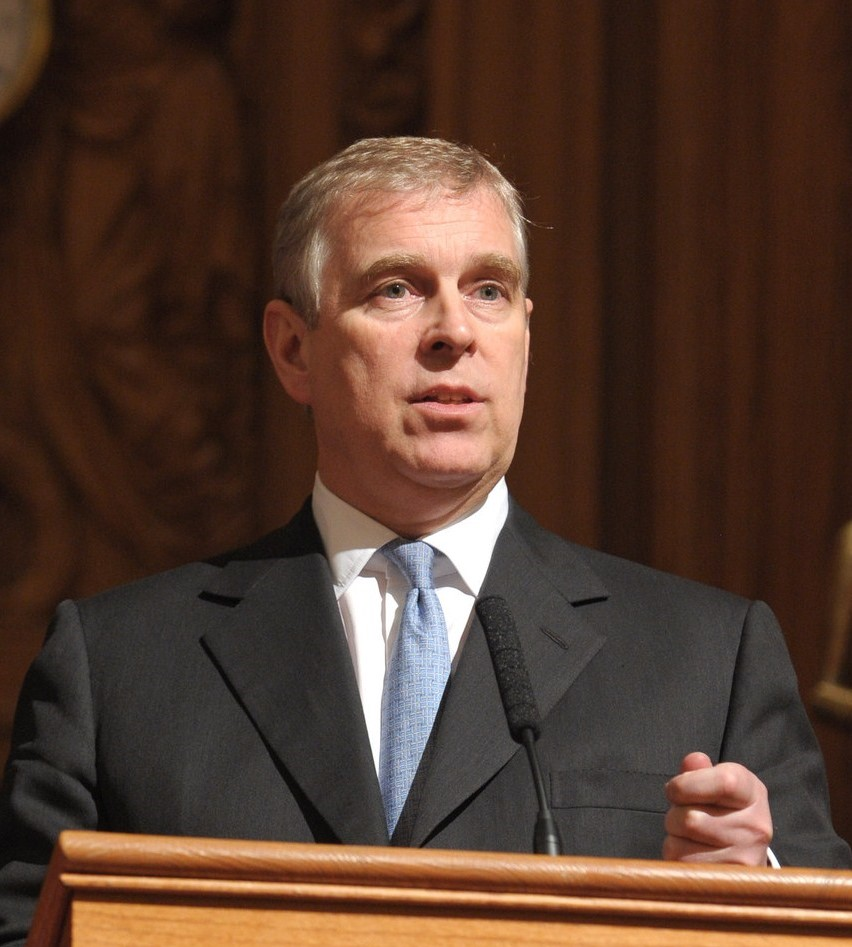
Le duc d'York
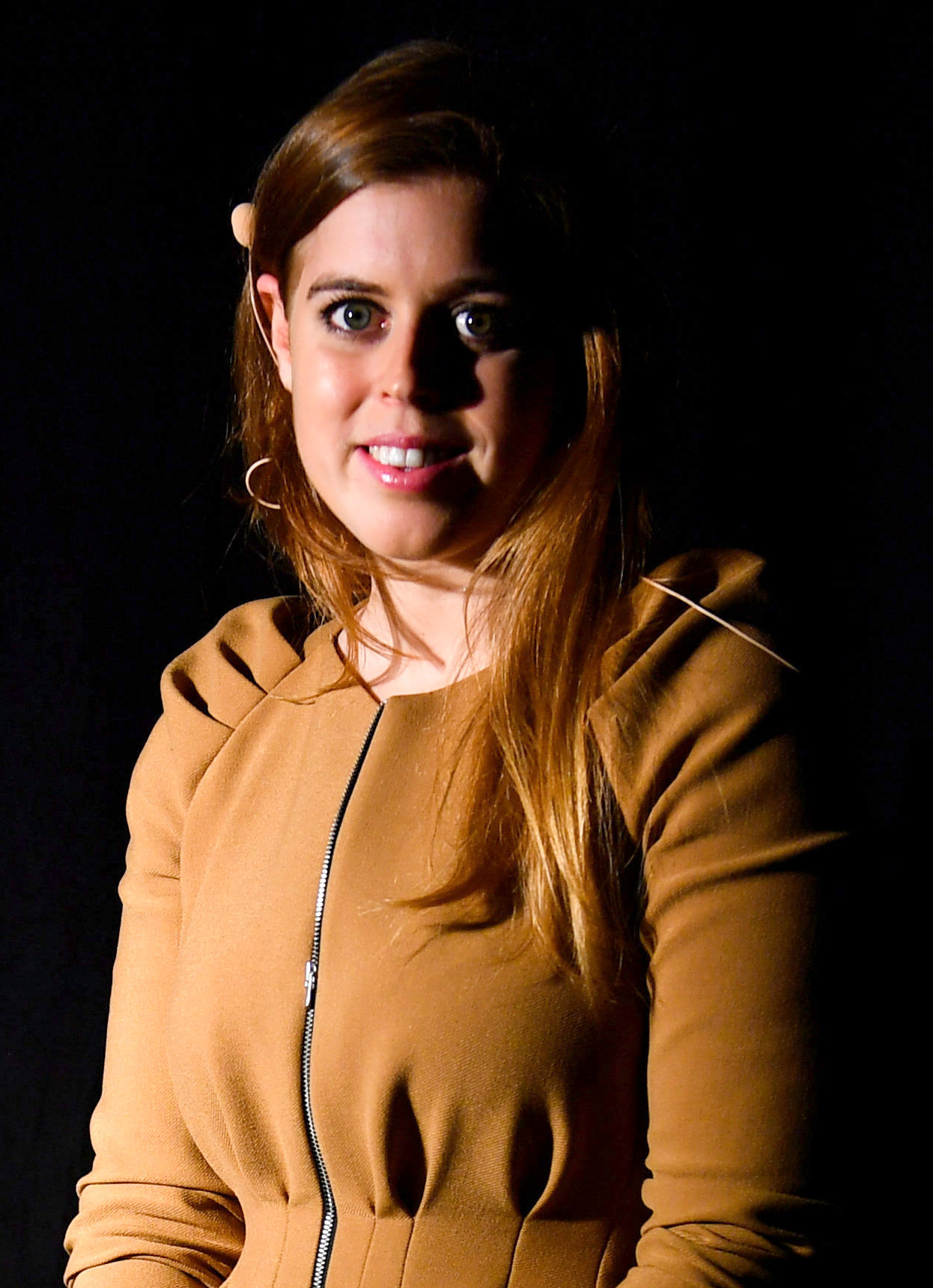
La princesse Beatrice d'York
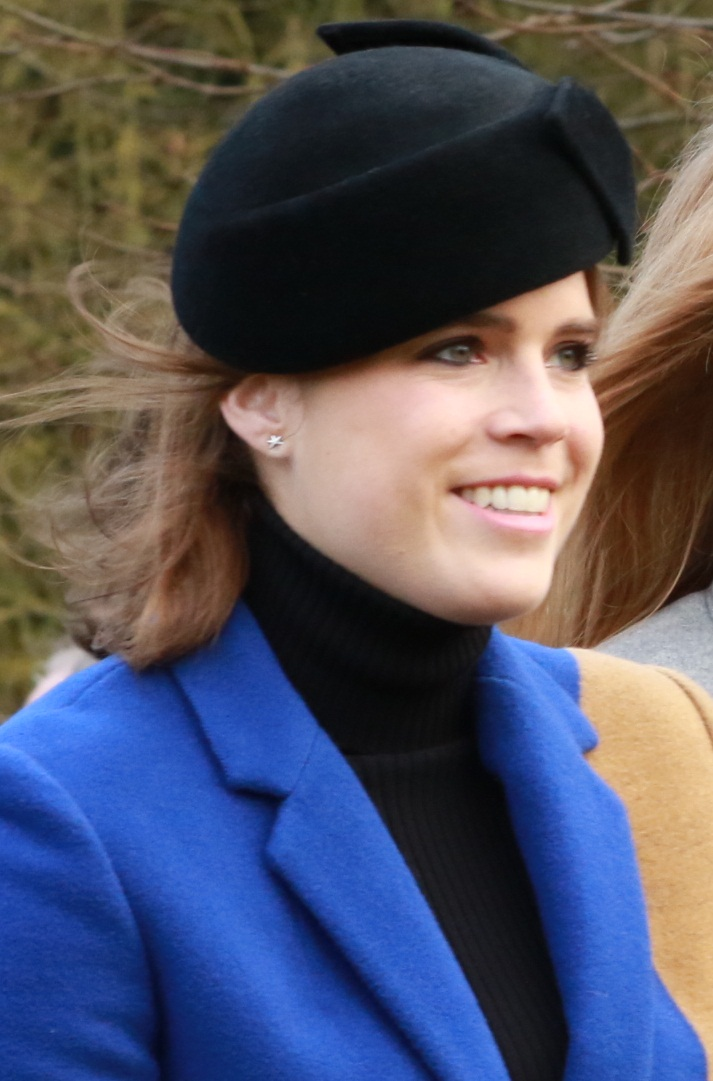
La princesse Eugenie d'York
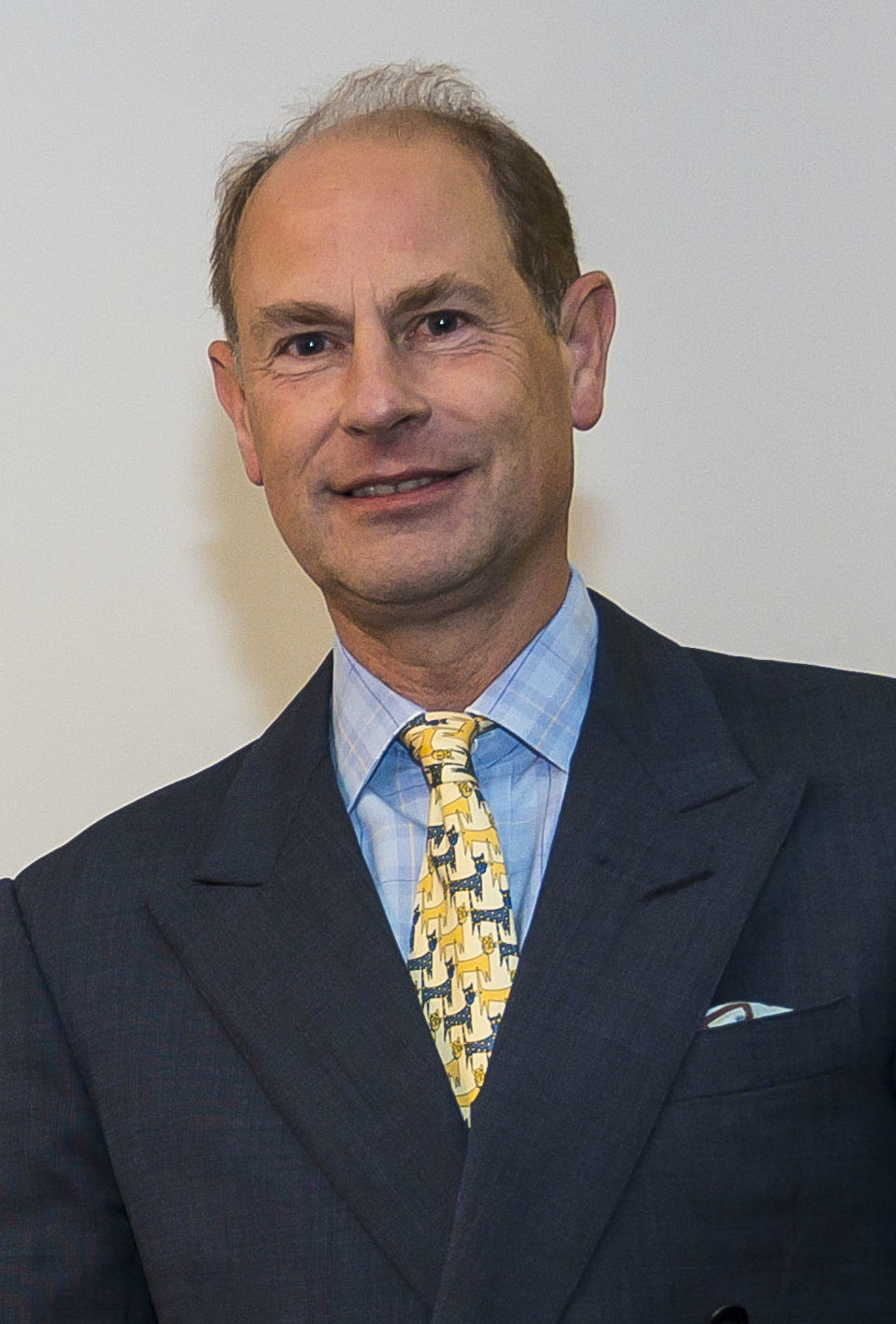
Le duc d'Édimbourg
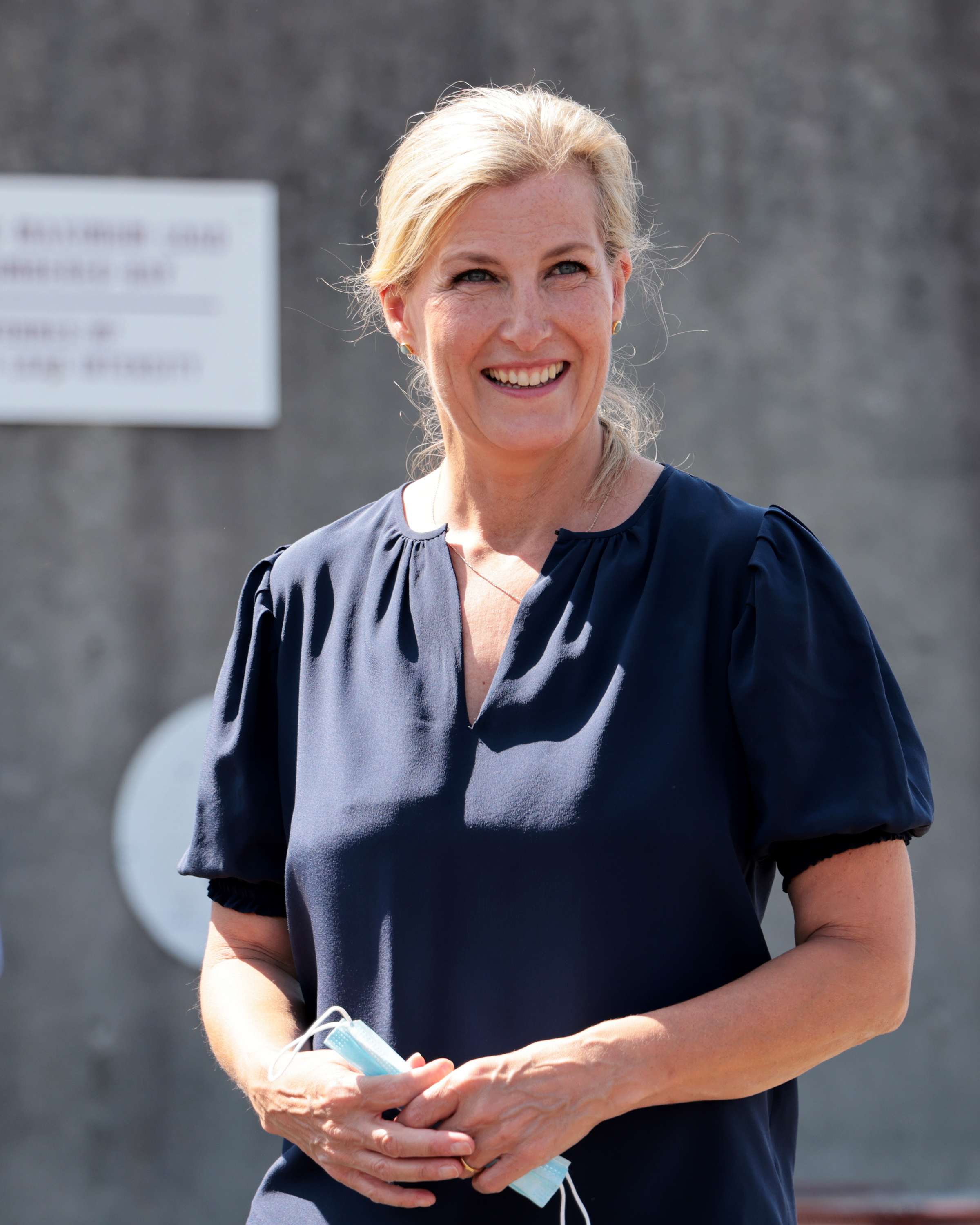
La duchesse d'Édimbourg

#### Descendants du roi George V
- Le duc et la duchesse de Gloucester (Richard de Gloucester et son épouse Birgitte van Deurs)
- Le duc et la duchesse de Kent (Edward de Kent et son épouse Katharine Worsley)
- Le prince et la princesse Michael de Kent (Michael de Kent et son épouse Marie-Christine von Reibnitz)
- La princesse Alexandra de Kent

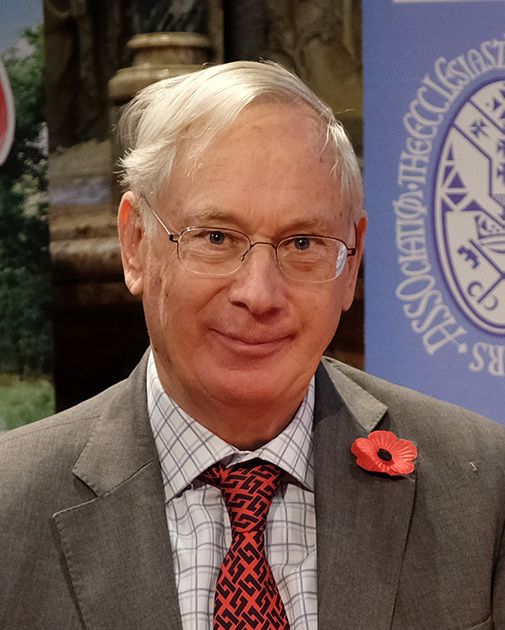
Le duc de Gloucester
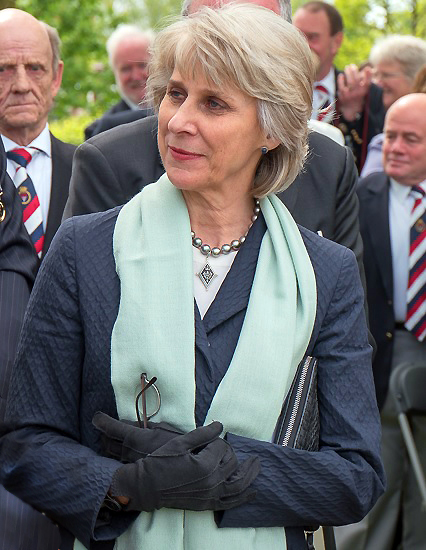
La duchesse de Gloucester
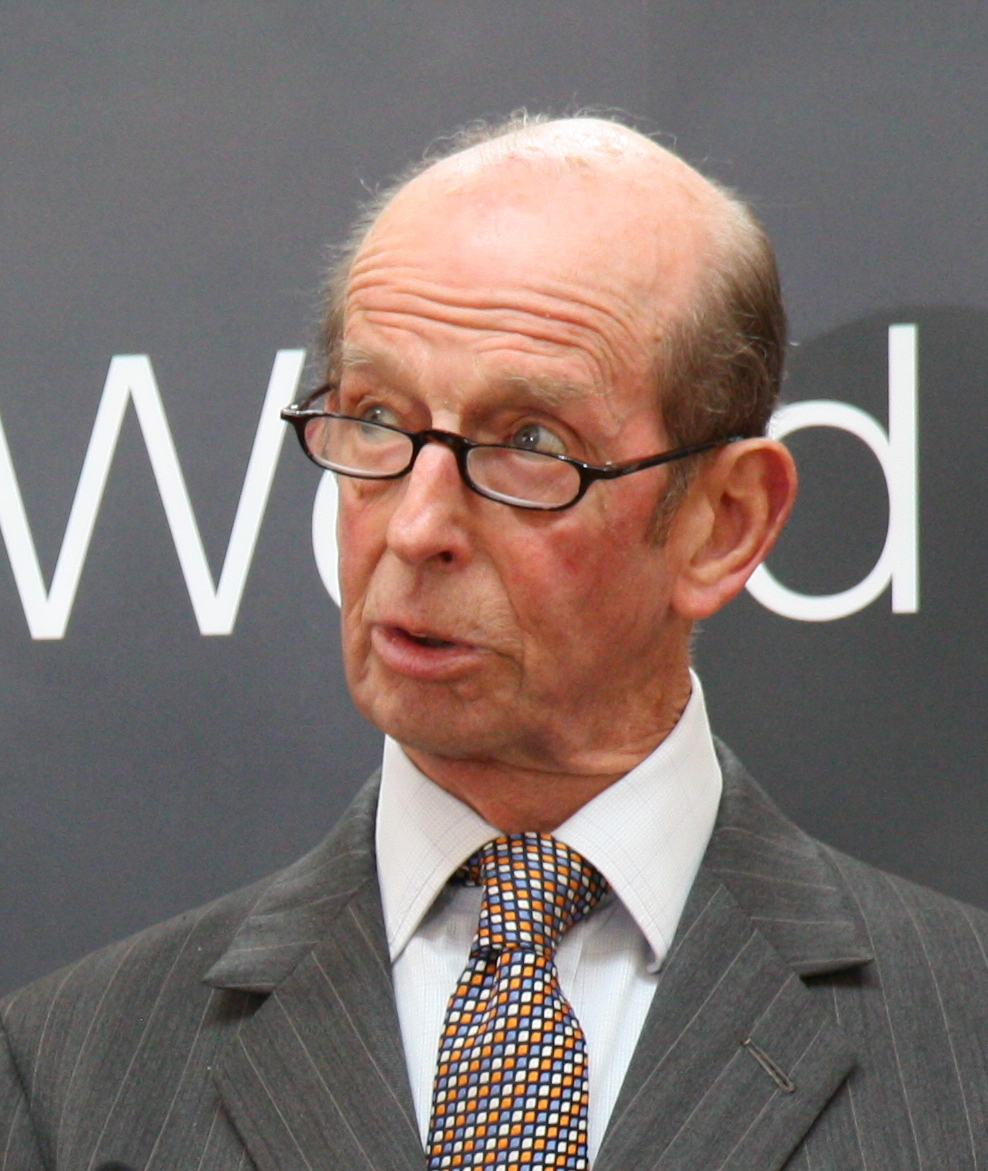
Le duc de Kent
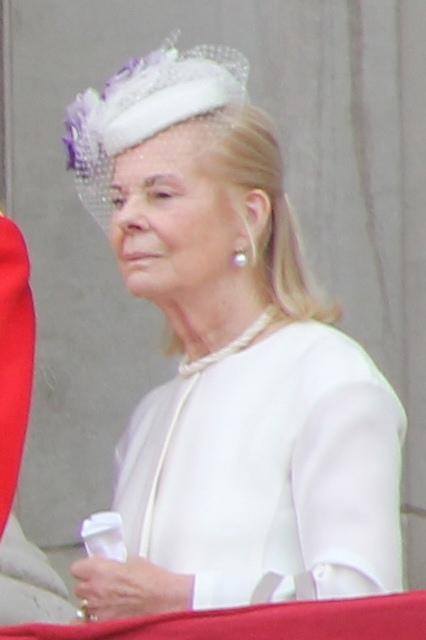
La duchesse de Kent
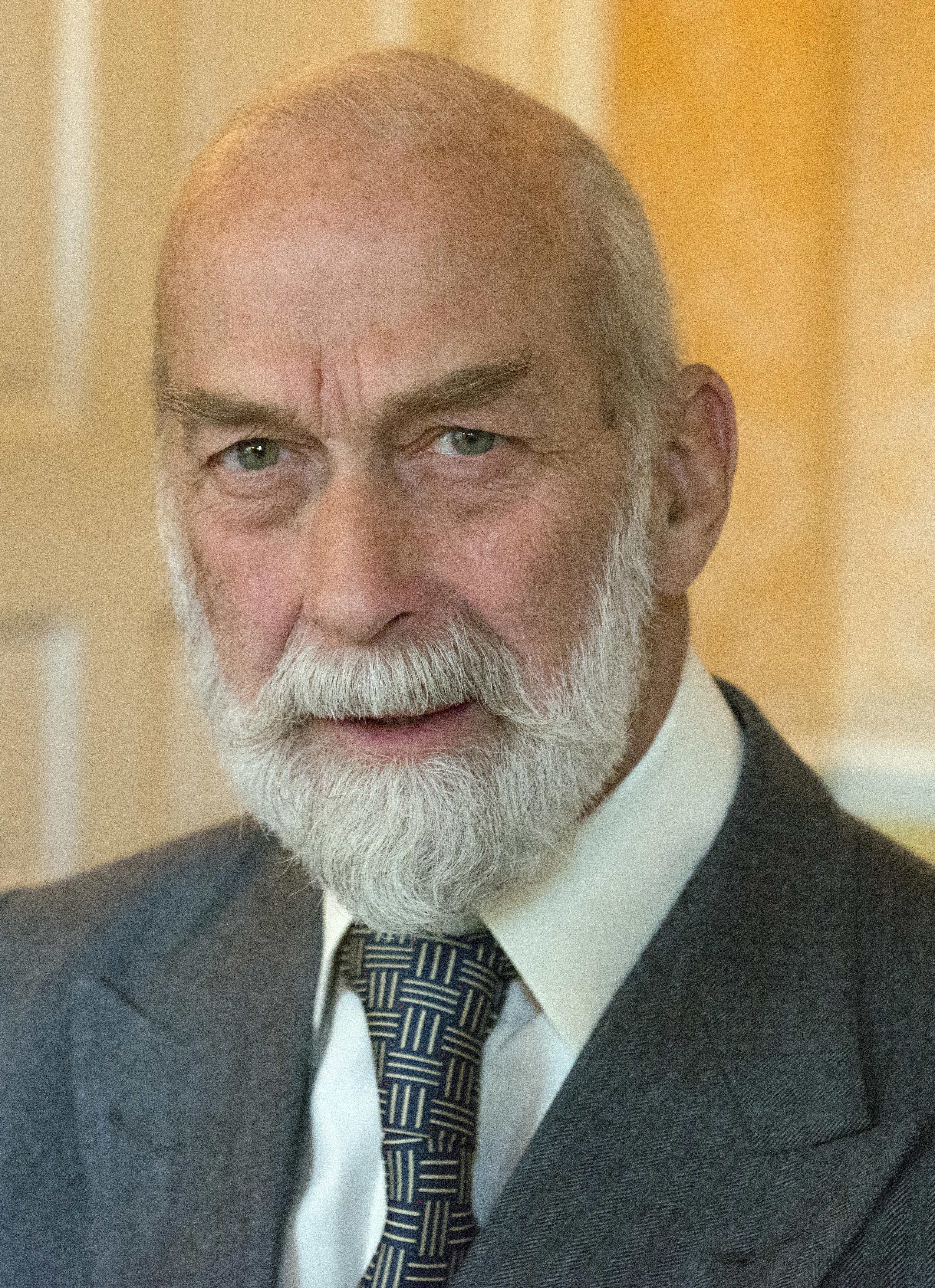
Le prince Michael de Kent
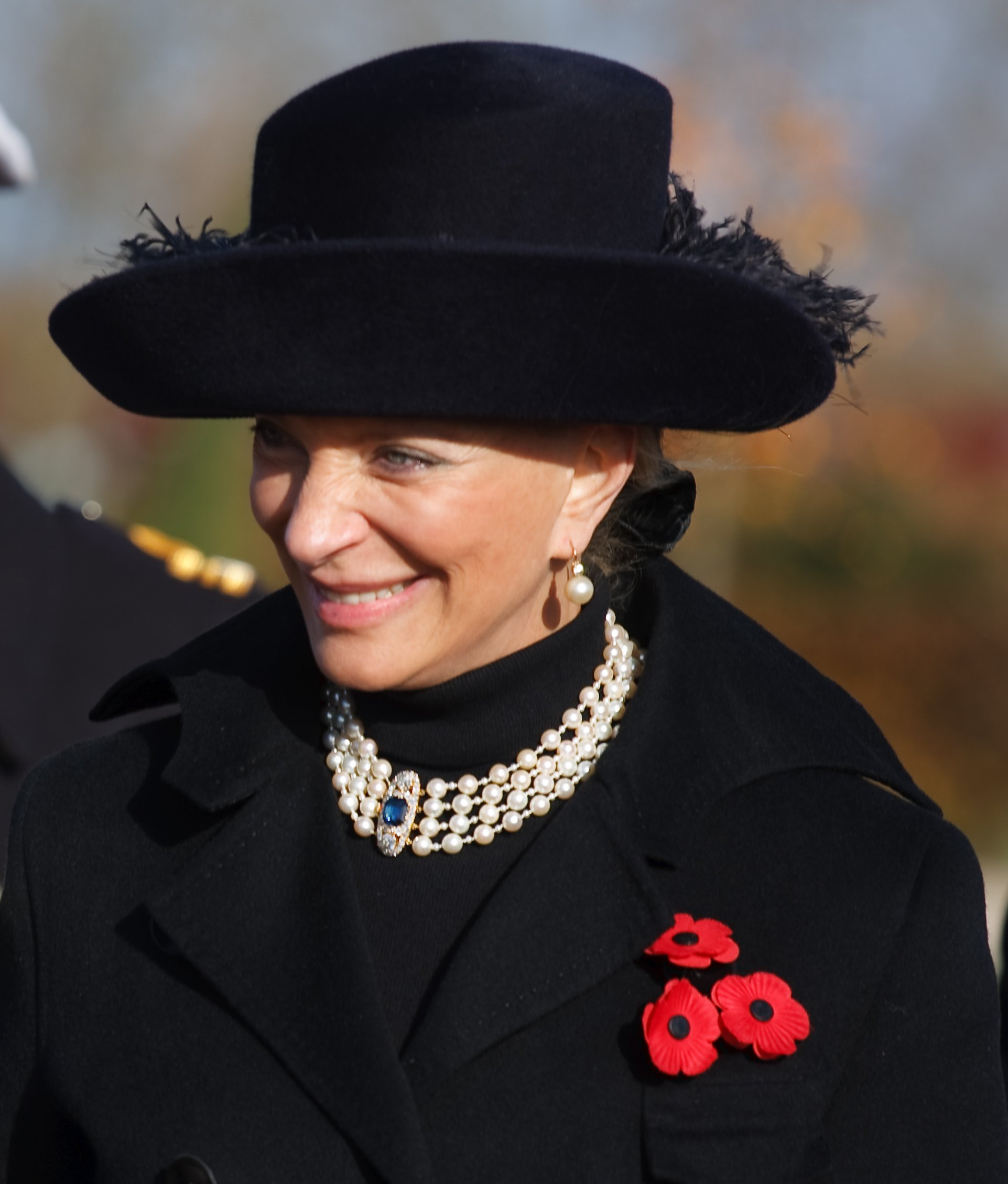
La princesse Michael de Kent
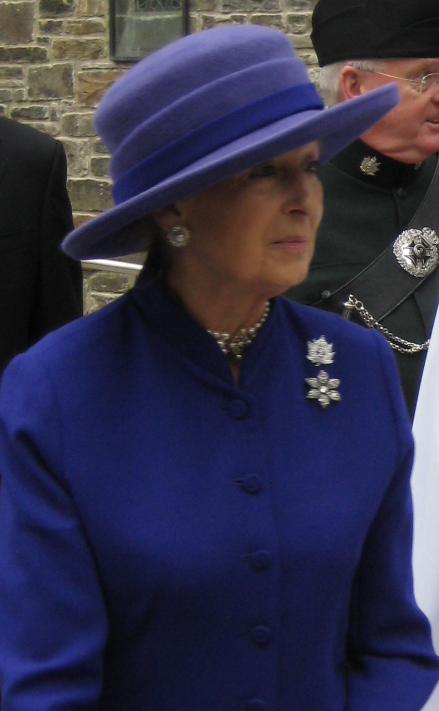
La princesse Alexandra de Kent

### Derniers membres décédés
Titulature au moment du décès :
- La reine Élisabeth II (Élisabeth II) : morte le 8 septembre 2022.
- Le duc d'Édimbourg (Philip Mountbatten, époux de la reine Élisabeth II) : mort le 9 avril 2021.
- La duchesse douairière de Gloucester (Alice Montagu-Douglas-Scott, tante de la reine Élisabeth II) : morte le 29 octobre 2004.
- La reine Elizabeth, reine mère (Elizabeth Bowes-Lyon, mère de la reine Élisabeth II) : morte le 30 mars 2002.
- La comtesse de Snowdon (Margaret du Royaume-Uni, sœur de la reine Élisabeth II) : morte le 9 février 2002.
- Diana, princesse de Galles (Diana Spencer, ex-épouse de Charles III, alors prince de Galles) : morte le 31 août 1997.
- Le duc de Gloucester (Henry de Gloucester, oncle de la reine Élisabeth II) : mort le 10 juin 1974.
- Le prince William de Gloucester (William de Gloucester, cousin de la reine Élisabeth II) : mort le 28 août 1972.
- Le duc de Windsor (Édouard VIII, oncle de la reine Élisabeth II) : mort le 28 mai 1972.
- La princesse Marina, duchesse de Kent (Marina de Grèce, tante de la reine Élisabeth II) : morte le 27 août 1968.

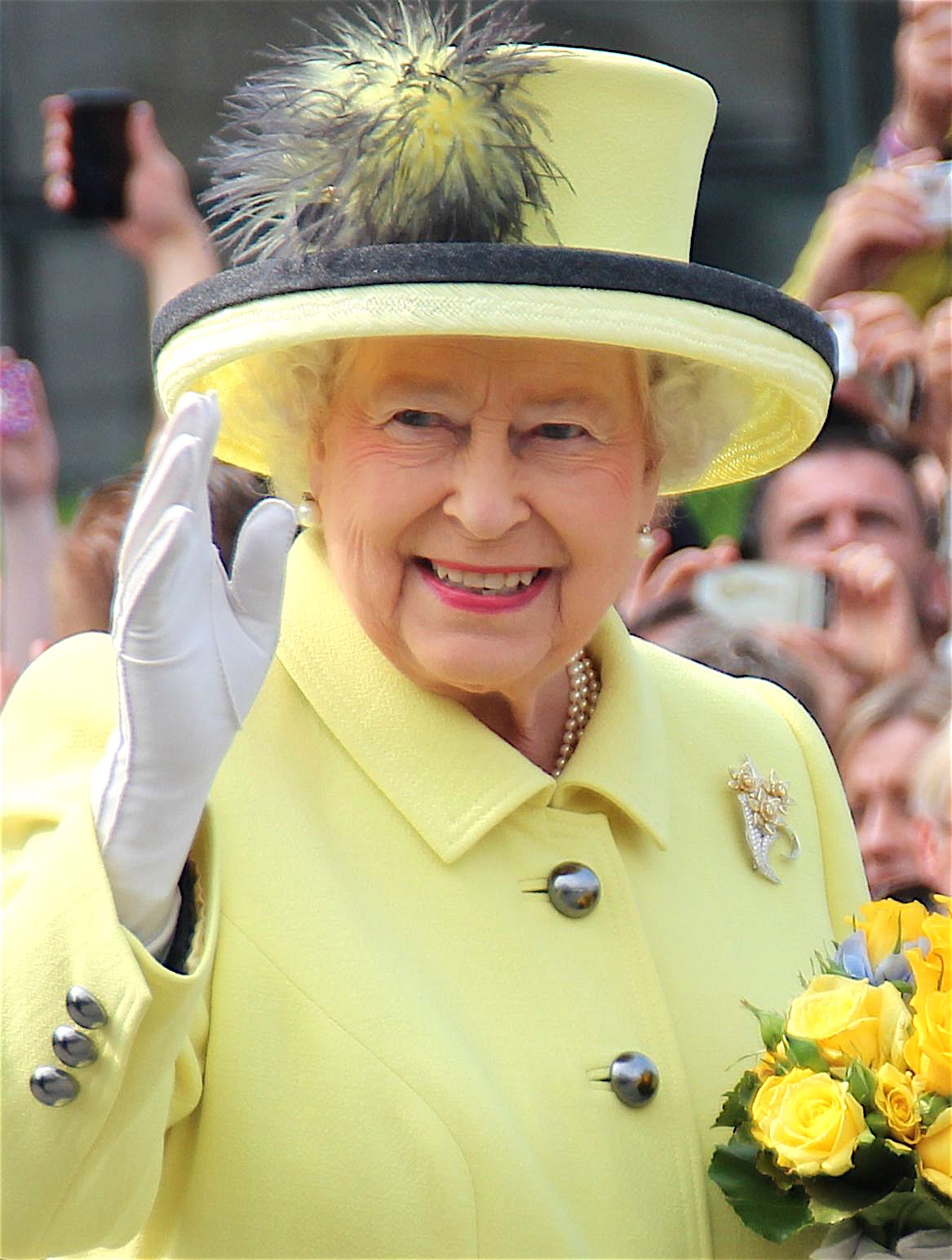
La reine Élisabeth II
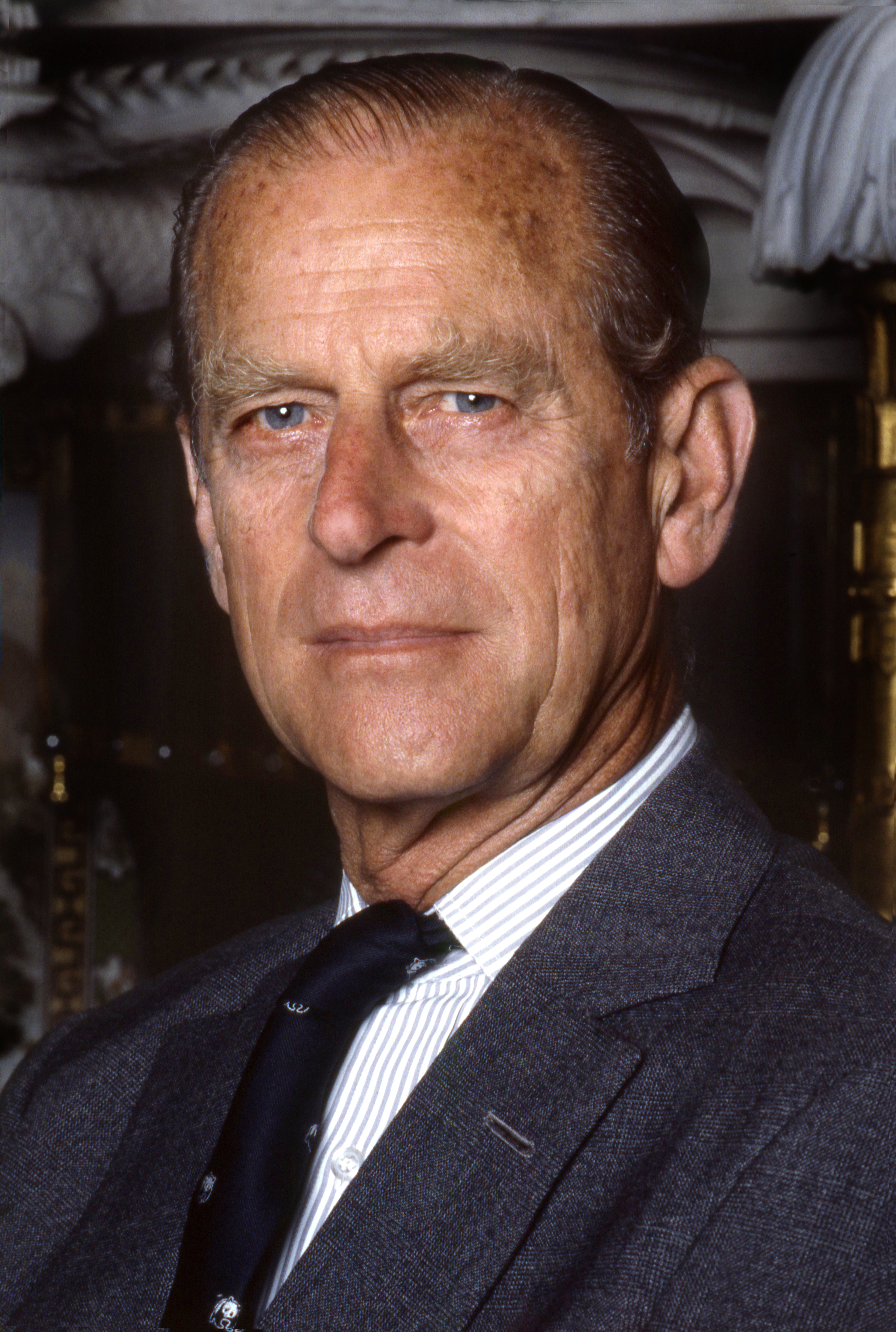
Le duc d'Édimbourg
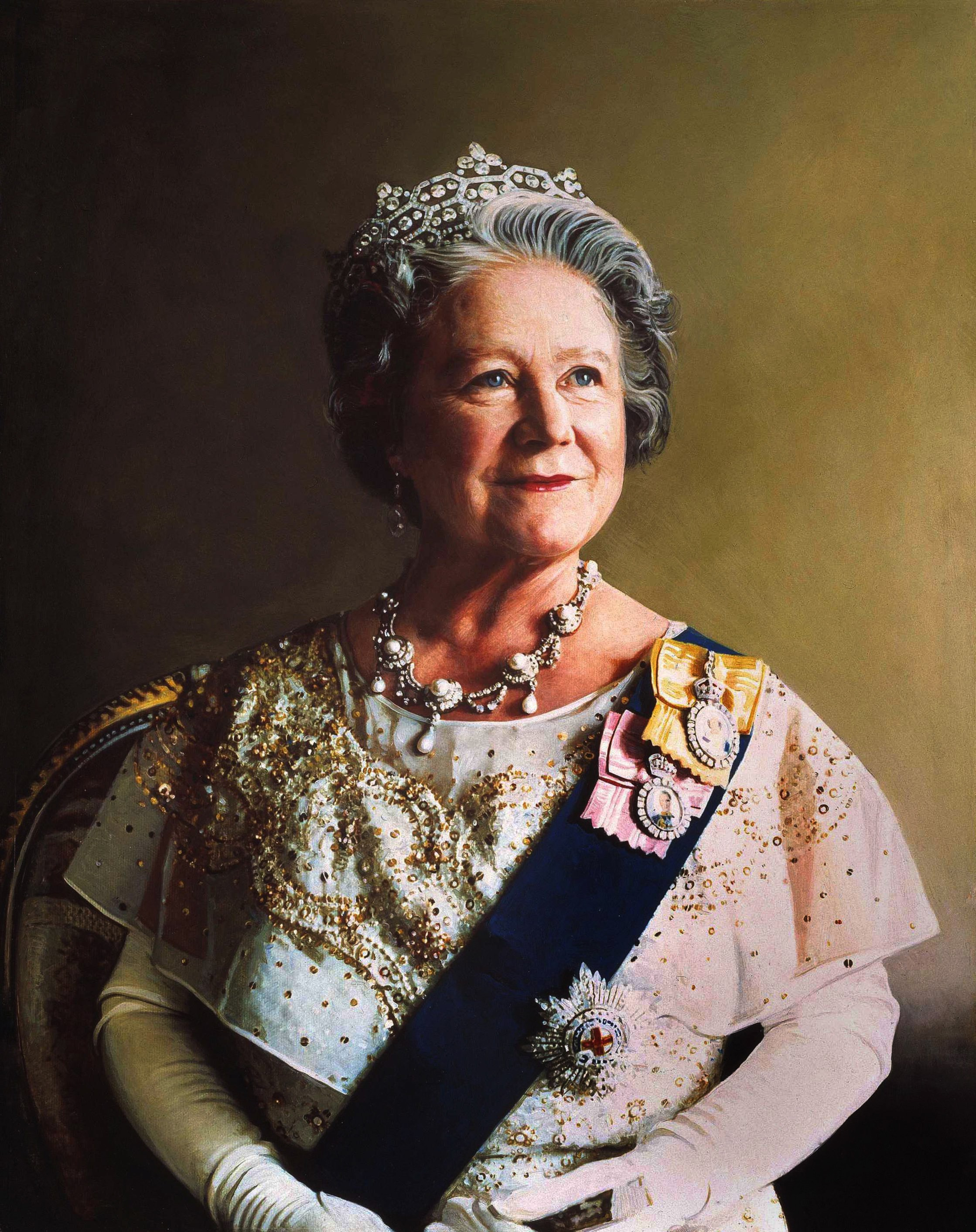
La reine Elizabeth, reine mère
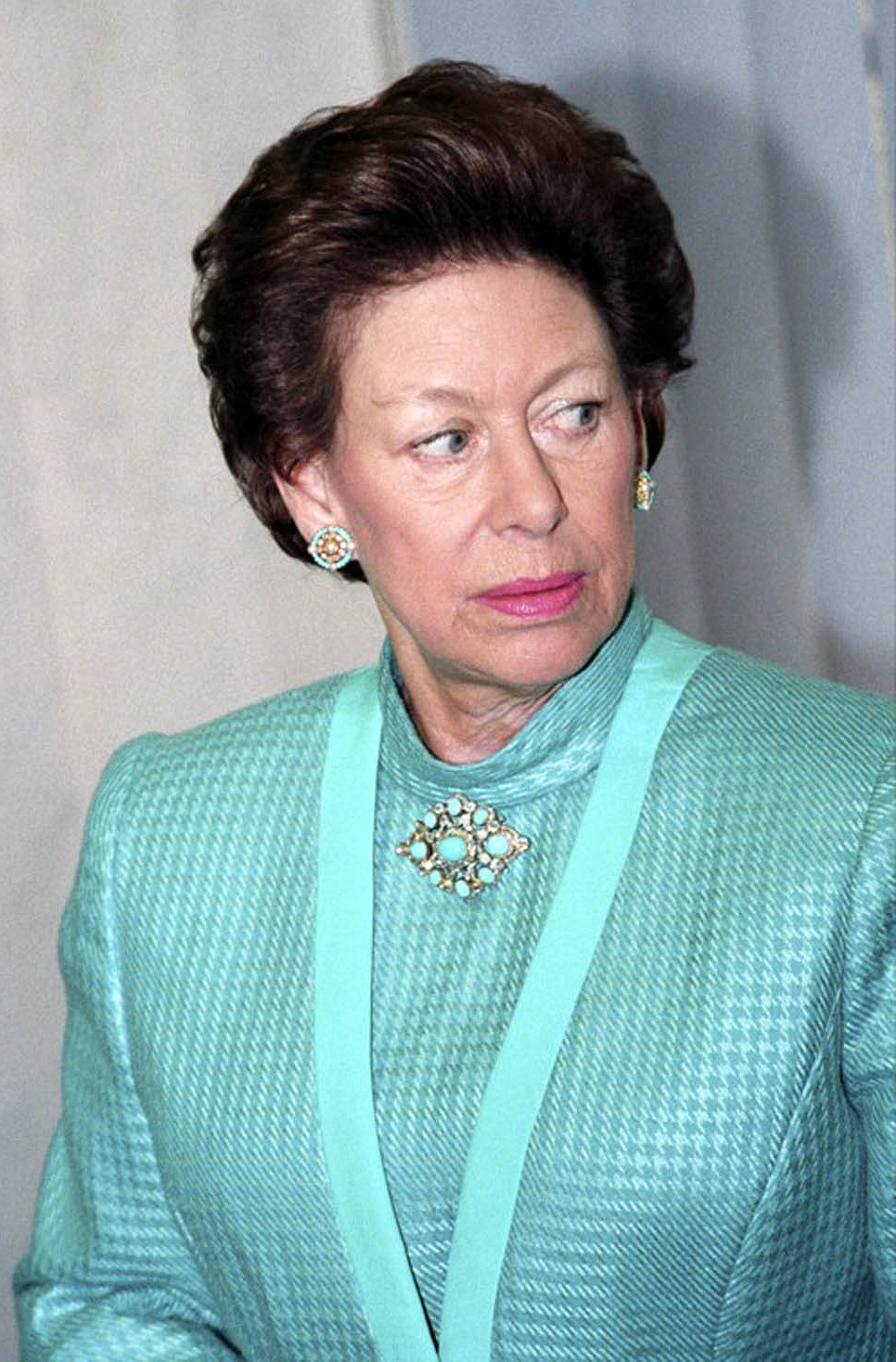
La comtesse de Snowdon
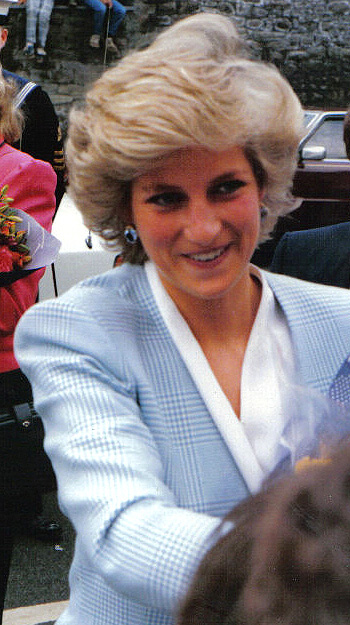
Diana, princesse de Galles
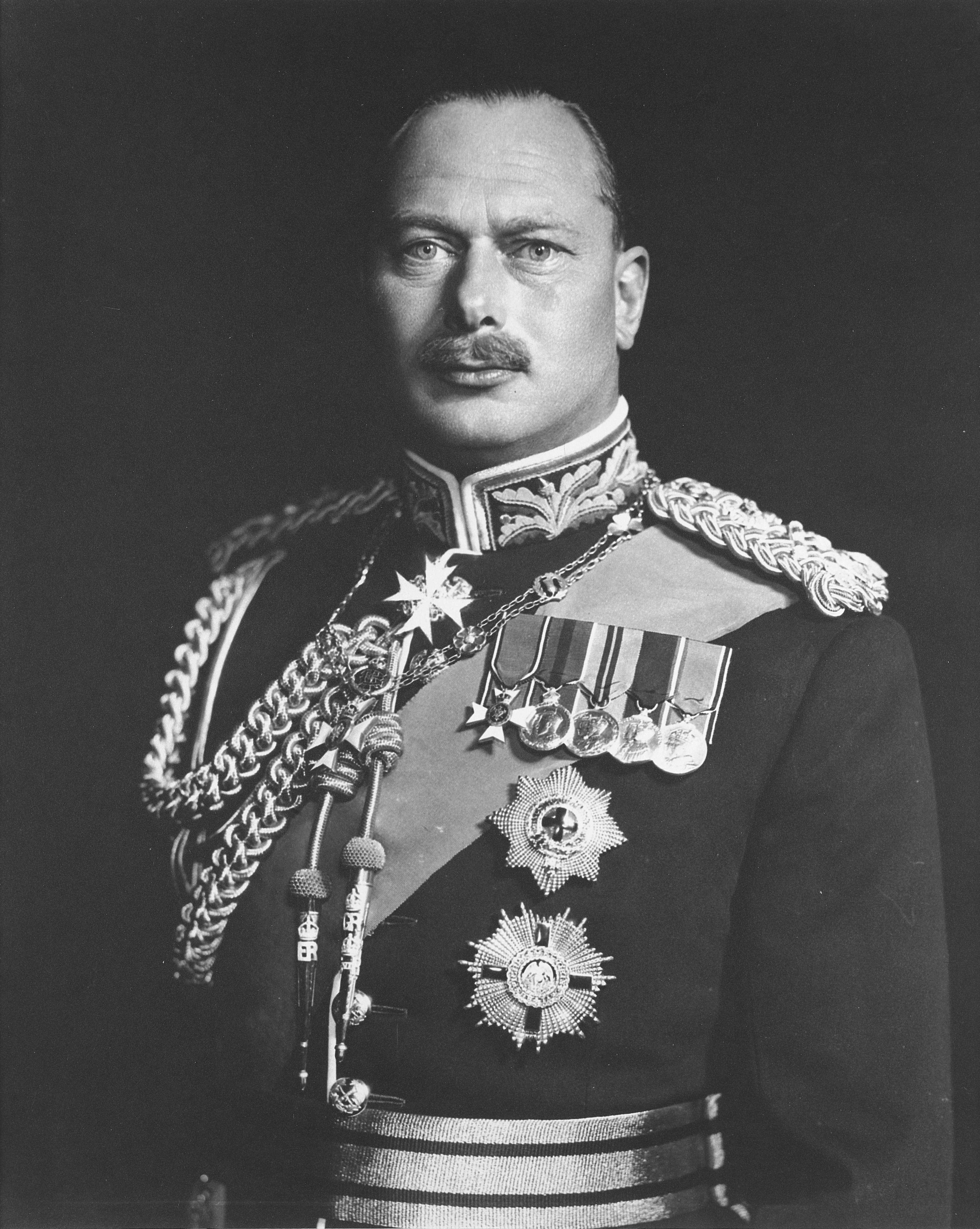
Le duc de Gloucester
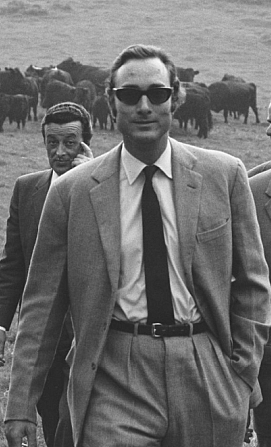
Le prince William de Gloucester
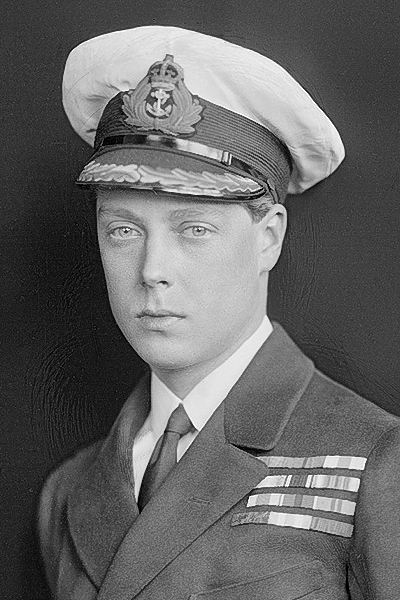
Le duc de Windsor
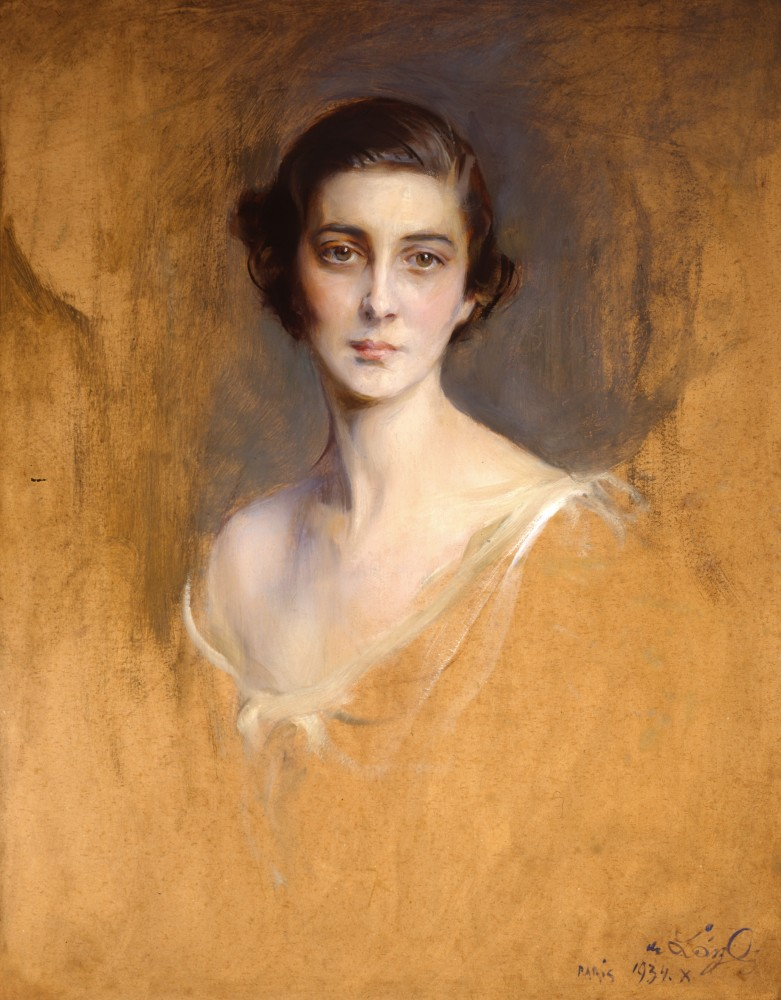
La princesse Marina, duchesse de Kent

### Liste élargie (membres sans prédicat d'altesse royale)
- Sienna Mapelli Mozzi, fille aînée de la princesse Beatrice d'York
- Athena Mapelli Mozzi, fille cadette de la princesse Beatrice d'York
- August Brooksbank, fils aîné de la princesse Eugenie d'York
- Ernest Brooksbank, fils cadet de la princesse Eugenie d'York
- Louise Mountbatten-Windsor, fille du prince Edward, duc d'Édimbourg
- James Mountbatten-Windsor, comte de Wessex, fils du prince Edward, duc d'Édimbourg
- Le vice-amiral Sir Timothy Laurence, époux de la princesse royale
- Peter Phillips, fils de la princesse royale
- Savannah Phillips, fille aînée de Peter Phillips
- Isla Phillips, fille cadette de Peter Phillips
- Zara Tindall (née Phillips), fille de la princesse royale, et son époux Mike Tindall
- Mia Tindall, fille aînée de Zara Tindall
- Lena Tindall, fille cadette de Zara Tindall
- Lucas Tindall, fils de Zara Tindall
- David Armstrong-Jones, comte de Snowdon, fils de la princesse Margaret
- Charles Armstrong-Jones, vicomte Linley, fils de David Armstrong-Jones
- Margarita Armstrong-Jones, fille de David Armstrong-Jones
- Sarah Chatto (née Armstrong-Jones), fille de la princesse Margaret, et son époux Daniel Chatto
- Samuel Chatto, fils aîné de Sarah Chatto
- Arthur Chatto, fils cadet de Sarah Chatto
- Sarah Ferguson, duchesse d'York, ex-épouse du prince Andrew

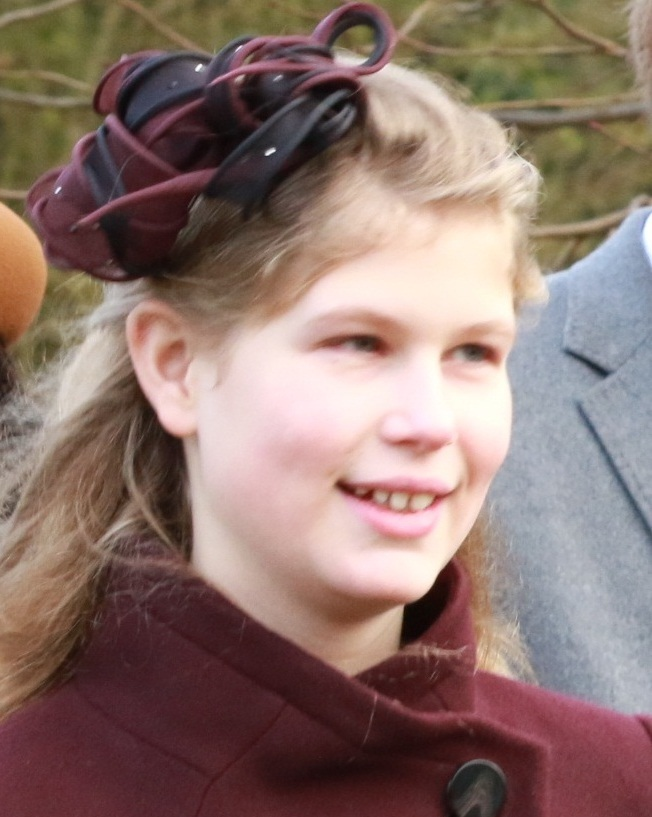
Lady Louise Windsor
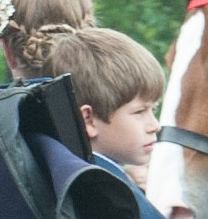
Le comte de Wessex
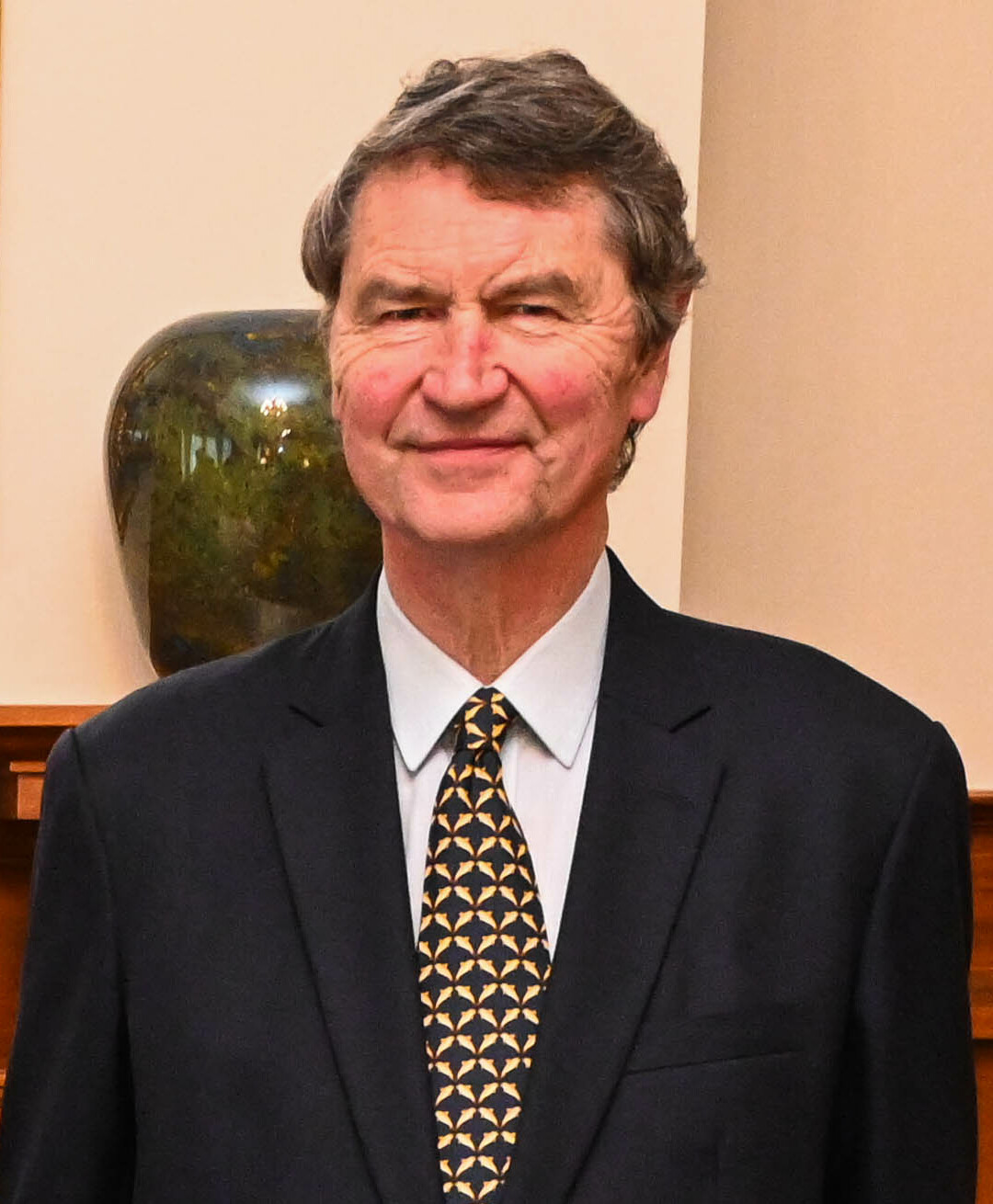
Sir Timothy Laurence
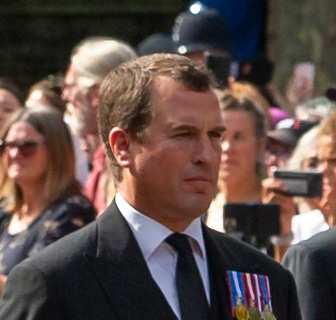
Peter Phillips
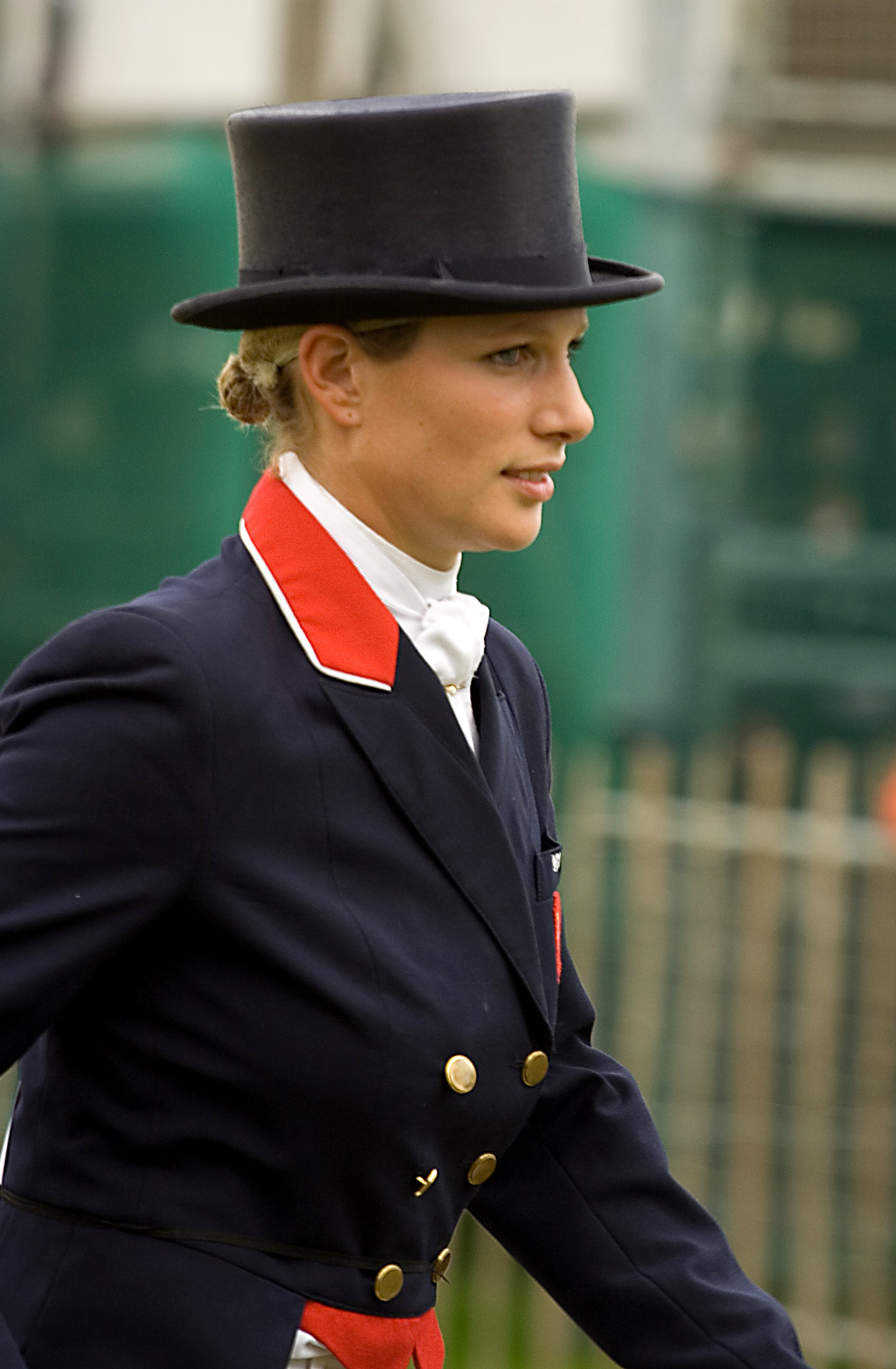
Zara Tindall
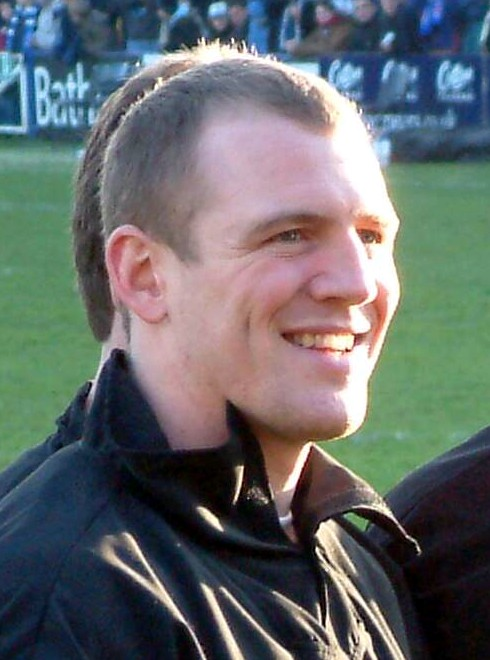
Mike Tindall
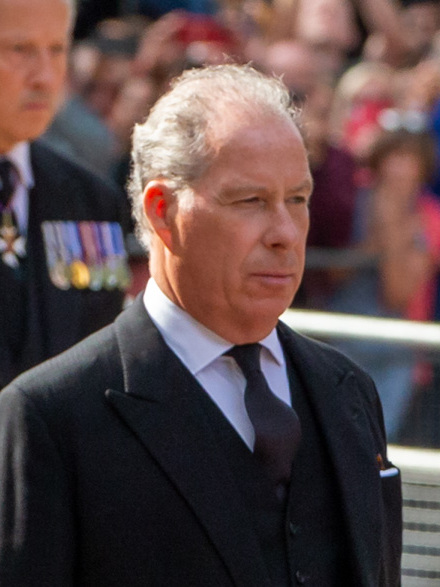
Le comte de Snowdon
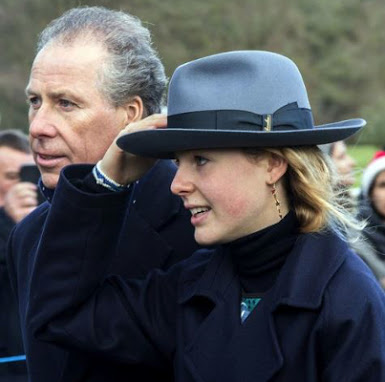
Margarita Armstrong-Jones
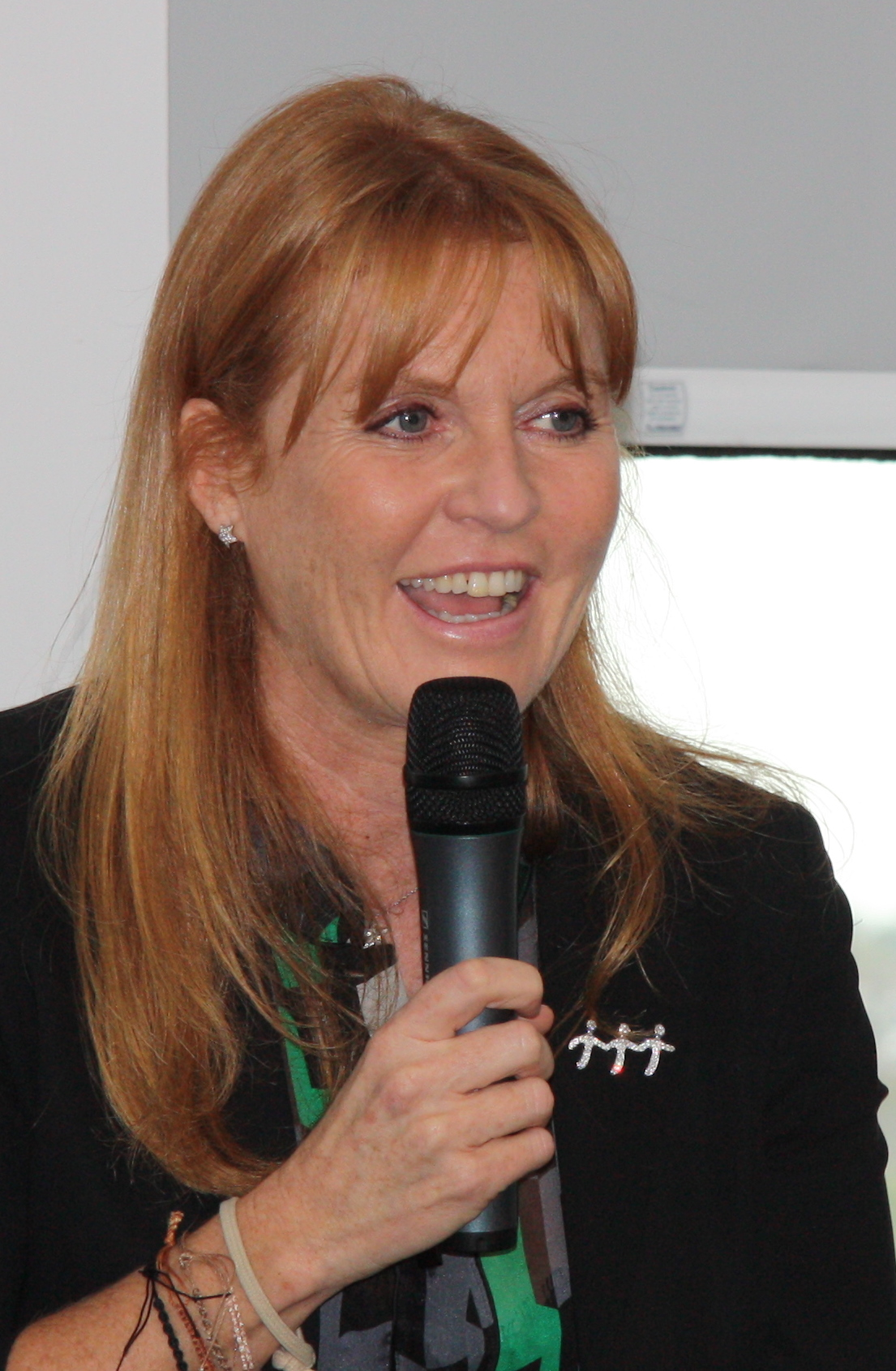
Sarah, duchesse d'York